# (8221) La Condamine
(8221) La Condamine est un astéroïde de la ceinture principale.

## Description
(8221) La Condamine est un astéroïde de la ceinture principale. Il fut découvert par Eric Walter Elst le 14 juillet 1996 à l'ESO. Il présente une orbite caractérisée par un demi-grand axe de 2,89 UA, une excentricité de 0,072 et une inclinaison de 1,74° par rapport à l'écliptique.
Il fut nommé en hommage au naturaliste et mathématicien français Charles Marie de La Condamine (1701-1774).

## Compléments